# Петерсон, Карл Александрович
Карл Александрович Петерсон (6 октября 1818, Мюнхен (по другим сведениям — 1819) — 4 (16) февраля 1875) — русский морской офицер и дипломат. Пасынок поэта Ф. И. Тютчева.

## Биография
Старший сын секретаря российской миссии в Мюнхене Александра Христофоровича Петерсона (ум. 1825) и графини Эмилии Элеоноры фон Ботмер, внук посла в Баварии Х. И. Петерсона.

## Служба на флоте
21 января 1831 поступил в Морской кадетский корпус, 4 января 1835 произведен в гардемарины, 23 декабря 1836 выпущен мичманом в 7-й флотский экипаж.
Оставлен при Корпусе для окончания офицерских классов.
В 1838 на люгере «Ораниенбаум» сопровождал до Свеаборга Николая I, отправившегося с семейством в заграничную поездку; в награду получил золотые часы.
В 1839 на пароходофрегате «Богатырь» ходил с членами императорской фамилии из Кронштадта в Свинемюнде, а затем с императором из Кронштадта на Готланд.
В 1840 переведен на Черноморский флот, на линкоре «Силистрия» и фрегате «Флора» крейсировал у берегов Абхазии. В 1841 за отличие в сражениях с черкесами при Туапсе и Псезуапсе, получил орден Святой Анны 4-й степени.
19 апреля 1842 произведен в лейтенанты.
В 1841—1844 на корвете «Андромаха» ходил из Севастополя через проливы в Архипелаг.
9 мая 1844 вышел отставку с чином капитан-лейтенанта.

## Служба в МИД
31 мая определён в Министерство иностранных дел, 15 января 1845 назначен вице-консулом в Данциг, в 1846 временно исправлял должность старшего секретаря миссии в Дрездене, а в 1848 — поверенного в делах в Дрездене и Веймаре,  коллежский асессор (28.08.1848).
13 сентября 1848 назначен старшим советником при миссии в Дрездене,  неоднократно исправлял там должность поверенного в делах.
29 марта 1852 назначен старшим советником при миссии в Лиссабоне, несколько раз заменял поверенного в делах, камер-юнкер (10.04.1854).
1859—1865 — старший советник посольства в Берлине.
1865 —1867 — посланник в Саксен-Веймаре, камергер (1866), действительный статский советник (12.10.1866).
1867—1875 — директор канцелярии МИД, гофмейстер (1873), тайный советник (31.03.1874).
- золотые часы (1838)
- орден Святой Анны 4-й ст. (1841)
- орден Святого Владимира 4-й ст. (1859)
- орден Святого Станислава 1-й ст. (1870)
- орден Святой Анны 1-й ст. (1871)
- медаль «В память войны 1853—1856»

Иностранные:
- командорский крест португальского ордена Христа (1855)
- командорский крест португальского ордена Непорочного зачатия Девы Марии Вилла-Викозской (1856)
- офицерский крест бельгийского ордена Леопольда (1858)
- прусский орден Красного орла 2-й ст. (1865)
- саксен-веймарский орден Белого сокола 1-й ст. (1867)
- большой крест ордена Нидерландского льва 2-й ст. (1867)
- командорский крест греческого ордена Спасителя со звездой (1867)
- командорский крест итальянского ордена Святых Маврикия и Лазаря со звездой (1867)
- персидский орден Льва и Солнца 1-й ст. (1868)
- командорский крест ольденбургского ордена Заслуг со звездой (1868)
- турецкий орден Меджидие 1-й ст. (1871)
- прусский орден Короны 1-й ст. (1873)
- австрийский орден Железной короны 1-й ст. (1874)

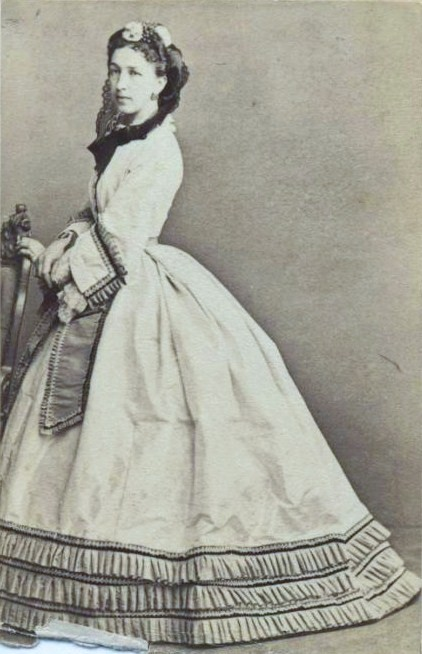
Мария Ивановна, жена

## Семья
Жена (с 18 сентября 1855 года) —  Мария Ивановна Озерова (10.11.1836, Дармштадт—1906), фрейлина двора, дочь дипломата Ивана Петровича Озерова от брака с графиней Розалией Васильевной Шлиппенбах; крестница императрицы Александры Фёдоровны и А. И. Рибопьера; кавалерственная дама баварского ордена Терезы (1871). Дети:
- Мария-Магдалена (12.08.1856—1931), была замужем (1879) за графом Эдуардом фон Монжелом (1854—1916), дипломатом, внуком премьер-министра Баварии графа Максимилиана фон Монжела[3].
- Анна  (21.11.1857, Париж—1920), крестница императора Александра II и фрейлины А. Ф. Тютчевой.
- Иван (25.08.1859, Берлин—1940), выпускник Училища правоведения (1881), камергер, генеральный консул в Амстердаме. Жена: Наталья Дмитриевна Набокова (1862—1938), дочь министра юстиции Дмитрия Николаевича Набокова и фрейлины Марии Фердинандовны фон Корф.
- Александр (1867—1908).